# 奧格斯堡奧托巴恩湖
48°24′36.37″N 10°55′40.36″E / 48.4101028°N 10.9278778°E

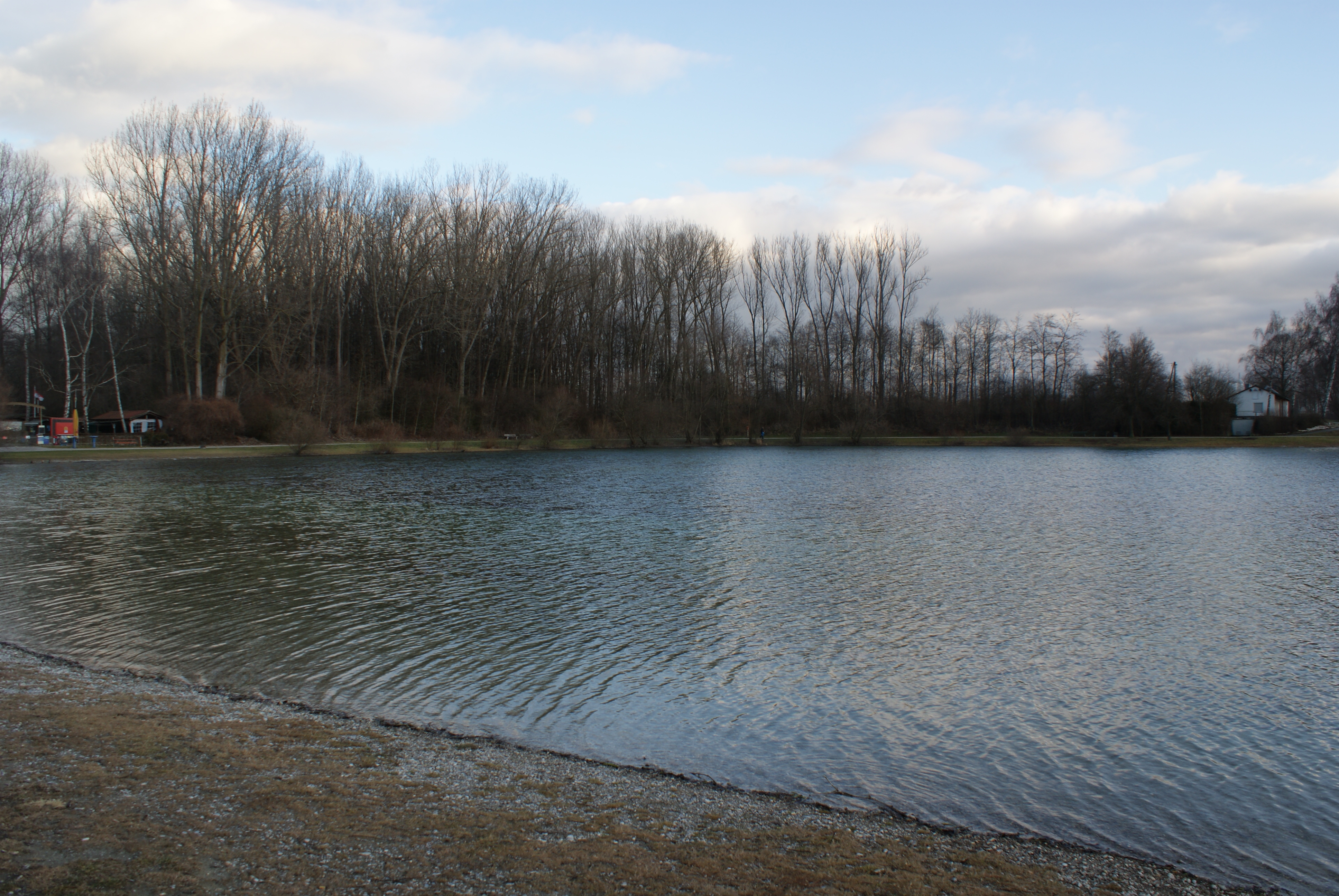

奧格斯堡奧托巴恩湖（德語：Autobahnsee），是德國的湖泊，位於該國東南部，由巴伐利亞負責管轄，長0.7公里、寬0.3公里，面積0.2平方公里，海拔高度462米，最大水深4米，湖水主要來自地下水和降雨。